# Stazione di Kōenji
La Stazione di Kōenji (高円寺駅?, Kōenji-eki) è una stazione ferroviaria di Tokyo che serve le linee Chūō Rapida e Chūō-Sōbu.

## Linee

### Treni
East Japan Railway Company
■ Linea Chūō-Sōbu
■ Linea Rapida Chūō